# Kotschya schweinfurthii
Kotschya schweinfurthii är en ärtväxtart som först beskrevs av Paul Hermann Wilhelm Taubert, och fick sitt nu gällande namn av Jeanine Dewit och Paul Auguste Duvigneaud. Kotschya schweinfurthii ingår i släktet Kotschya och familjen ärtväxter. Inga underarter finns listade i Catalogue of Life.